# Arline Judge
Arline Judge (Bridgeport, 21 febbraio 1912 – West Hollywood, 7 febbraio 1974) è stata un'attrice statunitense.

## Biografia
Nata nel Connecticut e trasferitasi con la famiglia a New York City, frequentò la cattolica Ursuline Academy dove studiò anche canto e danza. Si esibì in spettacoli di rivista e nel 1930 fu notata da un agente della RKO Pictures a Broadway nel musical The Second Little Show e scritturata.

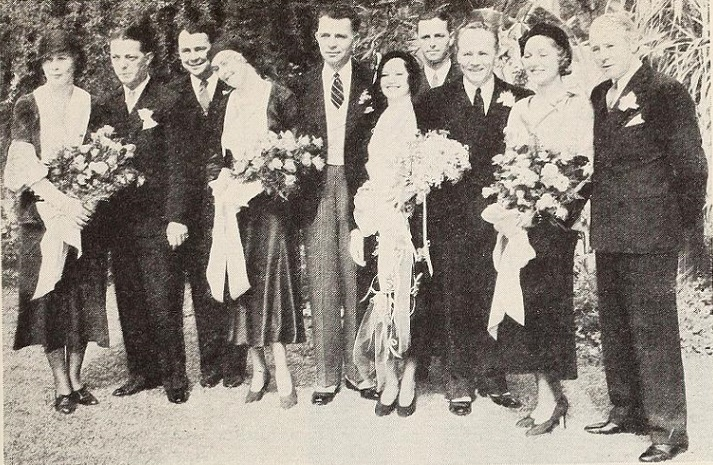
Nel giorno del matrimonio con Wesley Ruggles (al centro)

Esordì nel 1931 con una piccola parte nel film Bachelor Apartment con Lowell Sherman e Irene Dunne. Ebbe un ruolo più significativo in Are These Our Children, diretto da Wesley Ruggles, che sposò in ottobre. Il marito la diresse anche in Spia bionda (1932), in Shoot the Works (1934) e in Valiant Is the Word for Carrie (1936). Dal 1932 al 1936 lavorò in 28 film, soprattutto commedie leggere come Million Dollar Baby (1934), College Scandal (1935), o Here Comes Trouble (1936) ma anche drammatiche, come Distruzione, The Mysterious Mr. Wong, o Name the Woman (1934).
Divorziata nel 1937 da Wesley Ruggles, dal quale aveva avuto un figlio, si risposò nello stesso anno con l'industriale Daniel Reid Topping, presidente della squadra di football dei Brooklyn Dodgers. L'unione, da cui nacque un figlio, durò tre anni. Dal 1942 al 1955 Arline Judge si sposò altre cinque volte e l'ultimo matrimonio si sciolse nel 1960. 
Dopo Turbine bianco (1936) tornò a recitare solo nel 1941 in Harvard, Here I Come!. Seguirono altri quattordici film, fino al thriller La mano strisciante (1963), col quale concluse la sua carriera cinematografica. Morì a 62 anni, nel 1974, a West Hollywood, e fu sepolta nella tomba di famiglia nel Saint Michaels Cemetery di Stratford, nel Connecticut.

## Filmografia parziale
- Bachelor Apartment (1931)
- Are These Our Children (1931)
- Spia bionda (1932)

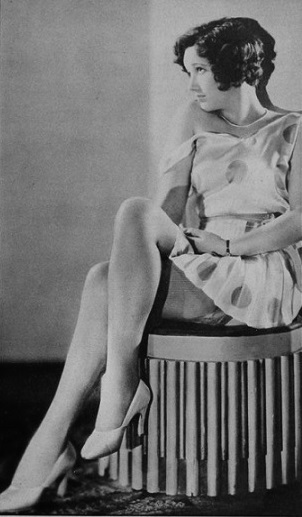
Arline Judge

- L'età della ragione (The Age of Consent) (1932)
- Sensation Hunters (1933)
- Distruzione (1934)
- Shoot the Works (1934)
- The Mysterious Mr. Wong (1934)
- Name the Woman, regia di Albert S. Rogell (1934)
- Million Dollar Baby (1934)
- Bachelor of Arts, regia di Louis King (1934)
- College Scandal (1935)
- Welcome Home (1935)
- Ship Cafe (1935)
- King of Burlesque (1936)
- Valiant Is the Word for Carrie (1936)
- Here Comes Trouble (1936)
- Turbine bianco (1936)
- Harvard, Here I Come! (1941)
- La signora acconsente (1942)
- The McGuerins from Brooklyn, regia di Kurt Neumann (1942)
- Ragazze in catena (1943)
- Tutte le spose son belle (1946)
- Meglio un mercoledì da leone (1947)
- La mano strisciante (1963)